# LTT 9779
LTT 9779は、ちょうこくしつ座の方向に太陽から約264光年の距離にある太陽型の恒星である。
見かけの等級は、9.8等とされる。LTT 9779は、1つの太陽系外惑星を持つことがわかっている。

## 特徴
| 太陽 | LTT 9779  |
| ---- | --------- |
| 太陽 | Exoplanet |

LTT 9779は、質量と半径は太陽とほぼ同じだが、光球面の有効温度は太陽より300度程低く、スペクトル型はG7 Vと分類されている。金属量は、太陽と比較して1.8倍程度、年齢はおよそ20億年と推定されるが、彩層輝線に基づく推定だと50億年とも言われ、活動は活発でない。このような特徴からLTT 9779は、活動的でないやや金属過剰なソーラーアナログ、と位置づけられる。

## 惑星系
2020年、TESSが、LTT 9779で惑星の通過によるものと思しき減光を検出した。ケック天文台やセロ・トロロ汎米天文台、そしてHARPSなどによる追観測で、この減光を引き起こした天体は惑星であることが確実となり、LTT 9779 bとして報告された。
LTT 9779 bは、19時間ほどでLTT 9779の周りを一周し、公転半径は地球と太陽の間の距離のわずか60分の1である。半径は地球の約4.6倍、質量は地球の約29倍という海王星型惑星だが、母星の至近距離に木星より小さいガス惑星が発見されている例は極めてまれで、LTT 9779 b以前にそのような惑星は知られておらず、恒星のごく近傍は海王星型惑星の存在しない「海王星砂漠」と呼ばれてきた。LTT 9779 bは、この「海王星砂漠」で初めて発見された海王星型惑星で、表面温度は2,000 K程度と見込まれ、新種の海王星型惑星「極高温の海王星（ultra-hot Neptune）」とあだ名された。LTT 9779 bのような惑星は、形成時はホット・ジュピターで、母星の影響で外層がはぎとられる過程で現在の姿になったか、別の場所で形成された海王星型惑星が移動してきたのではないかと考えられる。
| 名称 （恒星に近い順） | 質量                 | 軌道長半径 （天文単位）   | 公転周期 (日)         | 軌道離心率 | 軌道傾斜角    | 半径           |
| --------------------- | -------------------- | ------------------------- | --------------------- | ---------- | ------------- | -------------- |
| b (Cuancoá)           | 29.32 +0.78 −0.81 M⊕ | 0.01679 +0.00014 −0.00012 | 0.7920520 ± 0.0000093 | 0          | 76.39 ± 0.43° | 4.72 ± 0.23 R⊕ |

## 名称
2022年、ジェイムズ・ウェッブ宇宙望遠鏡の優先観測目標候補となっている太陽系外惑星のうち、20の惑星とその親星を公募により命名する「太陽系外惑星命名キャンペーン2022（NameExoWorlds 2022）」において、LTT 9779とLTT 9779 bは命名対象の惑星系の1つとなった。このキャンペーンは、国際天文学連合（IAU）が「持続可能な発展のための国際基礎科学年（IYBSSD2022）」の参加機関の一つであることから企画されたものである。2023年6月、IAUから最終結果が公表され、LTT 9779はUúba、LTT 9779 bはCuancoáと命名された。Uúbaは、コロンビアの先住民ウワ族のウワ語で「星」、あるいは「種」、「目」を指す言葉。Cuancoáは、ウワ語で日の出前に沈む朝の星を表す言葉である。